# Leon Kieres

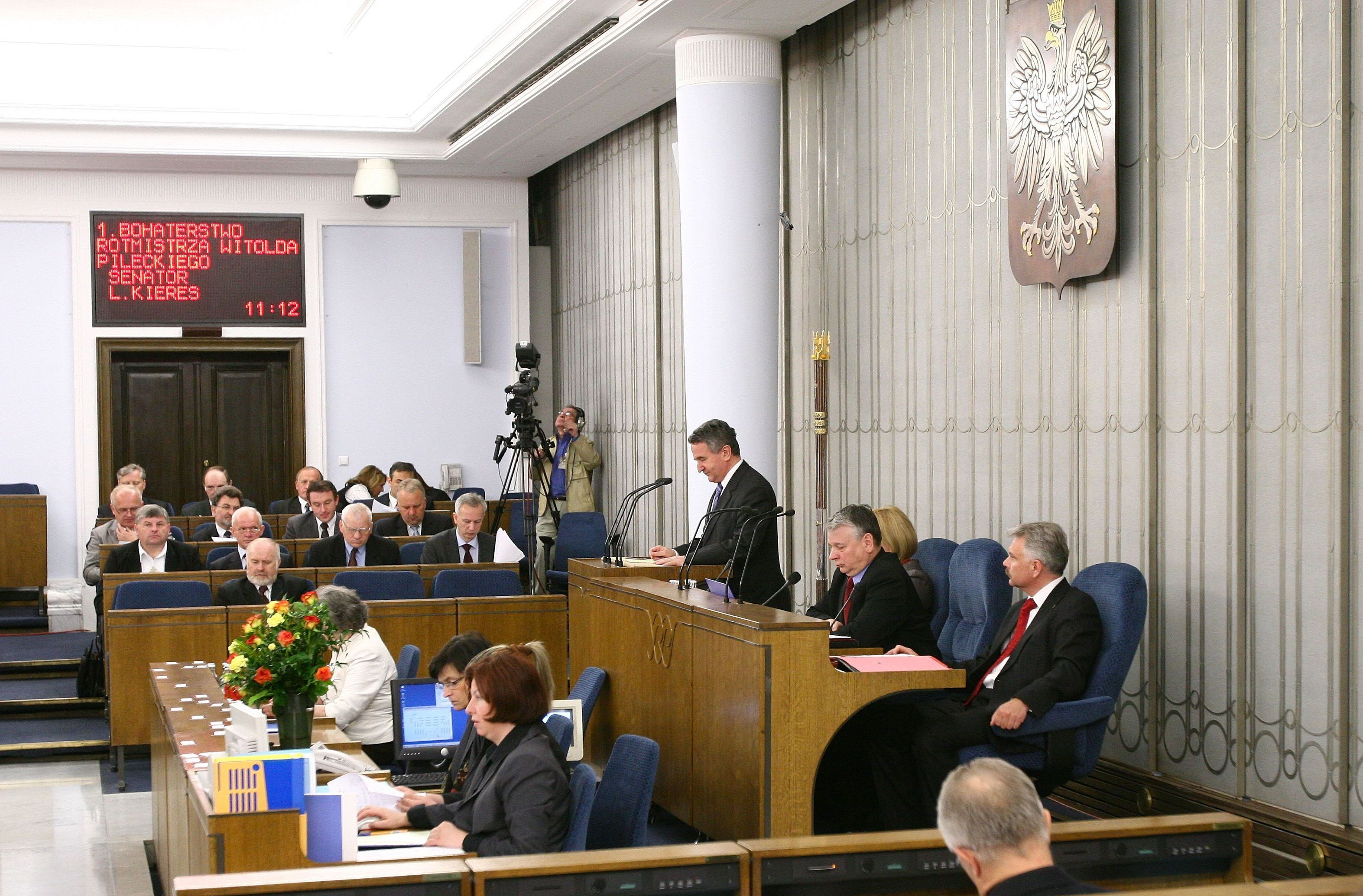
Leon Kieres przemawiający podczas 11. posiedzenia Senatu

Leon Kieres (ur. 26 maja 1948 w Kolonii Zielonej) – polski prawnik, nauczyciel akademicki i samorządowiec, profesor nauk prawnych. W latach 2000–2005 prezes Instytutu Pamięci Narodowej, w latach 2006–2007 przewodniczący Sejmiku Województwa Dolnośląskiego, senator IV i VII kadencji, sędzia Trybunału Konstytucyjnego w stanie spoczynku.

## Życiorys

### Wykształcenie i praca naukowa
Syn Józefa i Heleny. W 1965 ukończył Państwową Szkołę Muzyczną I st. w Koszalinie w klasie skrzypiec. Został także absolwentem I Liceum Ogólnokształcącego im. Stanisława Dubois w Koszalinie. Od 1966 studiował na Wydziale Prawa i Administracji Uniwersytetu Wrocławskiego, gdzie 20 czerwca 1970 uzyskał tytuł zawodowy magistra. Następnie rozpoczął studia doktoranckie, które zakończył obroną w 1976 rozprawy doktorskiej Zalecenia RWPG w sprawie koordynacji narodowych planów gospodarczych i ich realizacja w PRL napisanej pod kierunkiem Adama Chełmońskiego. W 1985 otrzymał stopień doktora habilitowanego na podstawie pracy Zagraniczne przedsiębiorstwo socjalistyczne w Polsce. Studium prawno-administracyjne. Uczeń Jana Kolasy i Adama Chełmońskiego.
Od 1 października 1970 do 31 sierpnia 1971 pracował jako młodszy bibliotekarz w Bibliotece Uniwersytetu Wrocławskiego. Następnie został zatrudniony na Wydziale Prawa i Administracji Uniwersytetu Wrocławskiego w Instytucie Nauk Administracyjnych w charakterze asystenta (od października 1971), adiunkta (od października 1976), docenta (od stycznia 1986), profesora nadzwyczajnego (od czerwca 1991). 22 października 1996 prezydent RP nadał mu tytuł profesora nauk prawnych. Objął następnie stanowisko profesora zwyczajnego Uniwersytetu Wrocławskiego. W pracy naukowej Leon Kieres zajął się administracyjnym prawem gospodarczym.
Pod kierunkiem Leona Kieresa stopnie doktora uzyskali m.in. Karol Kiczka (1998), Marek Szydło (2004), Małgorzata Sieradzka (2008), Krzysztof Horubski (2009).

### Działalność w latach 1980–2000
W latach 1980–2000 należał do NSZZ „Solidarność”. Brał udział w I Krajowym Zjeździe Delegatów NSZZ „Solidarność” w Gdańsku w charakterze doradcy delegacji Regionu Dolny Śląsk. Pełnił również funkcję eksperta prawnego zarządu tego regionu oraz sekretarza komisji zakładowej związku na Uniwersytecie Wrocławskim. Był także ekspertem tajnej Komisji Krajowej związku.
W 1990 i 1994 uzyskiwał mandat radnego Wrocławia. Będąc przedstawicielem rady miejskiej w sejmiku samorządowym, pełnił funkcję przewodniczącego prezydium. Podczas działalności samorządowej był także delegatem do Krajowego Sejmiku Samorządu Terytorialnego i członkiem prezydium, a także członkiem Komisji Wspólnej Rządu i Samorządu Terytorialnego. W 1994 został powołany do Rady ds. Samorządu Terytorialnego przy prezydencie RP, a w 1998 wybrany w pierwszych powszechnych wyborach na radnego Sejmiku Województwa Dolnośląskiego z listy Unii Wolności.
W latach 1992–2004 reprezentował Polskę w Kongresie Władz Lokalnych i Regionalnych Rady Europy. W 1995 został wybrany na wiceprzewodniczącego Izby Regionów Kongresu Władz Lokalnych i Regionalnych RE. Z ramienia Kongresu był obserwatorem wyborów samorządowych w Chorwacji w 1997 oraz wyborów municypalnych w Bośni i Hercegowinie w 1998.
W trakcie powodzi z lata 1997 we Wrocławiu brał udział w akcjach zarządzania kryzysowego i organizowania pomocy. W tym samym roku uzyskał mandat senatora IV kadencji z województwa wrocławskiego. W Senacie był wiceprzewodniczącym Komisji Samorządu Terytorialnego i Administracji Państwowej oraz członkiem Komisji Spraw Zagranicznych i Integracji Europejskiej.

### Działalność w latach 2000–2005
8 czerwca 2000 Sejm wybrał go na stanowisko prezesa Instytutu Pamięci Narodowej – Komisji Ścigania Zbrodni przeciwko Narodowi Polskiemu. 30 czerwca tego samego roku złożył ślubowanie, rozpoczynając tym samym urzędowanie. Zorganizował od podstaw centralę IPN oraz 11 oddziałów terenowych, inaugurując pracę trzech pionów merytorycznych: archiwalnego, prokuratorskiego i edukacyjnego. W trakcie urzędowania prowadził sprawę wyjaśnienia okoliczności pogromu w Jedwabnem oraz rozpoczęcia polskiego śledztwa w sprawie zbrodni w Katyniu.
Na początku 2005 „Gazeta Wyborcza” artykułem pod tytułem Ubecka lista krąży po Polsce ogłosiła w ten sposób fakt wyniesienia z biura IPN jawnej listy katalogowej osób z archiwalnego zasobu warszawskiego IPN przez ówczesnego dziennikarza „Rzeczpospolitej” Bronisława Wildsteina. 18 lutego Leon Kieres jako prezes IPN złożył przed Sejmem wyjaśnienia dotyczące okoliczności wyniesienia tej listy i sytuacji z tym związanej. Posłowie zaakceptowali przedłożoną informację 385 głosami za, 19 przeciw i 15 wstrzymującymi się.
Po upływie kadencji (30 czerwca 2005) kierował pracami IPN do momentu złożenia w dniu 29 grudnia 2005 ślubowania przed Sejmem przez nowego prezesa Janusza Kurtykę.

### Działalność od 2005
W 2006 zdecydował się na start w wyborach samorządowych do sejmiku z pierwszej pozycji na liście Platformy Obywatelskiej w okręgu podwrocławskim. W wyborach tych został wybrany na radnego województwa, uzyskując najlepszy wynik w okręgu. 29 listopada na swoim pierwszym posiedzeniu sejmik wybrał (29 głosami za, przy 4 głosach wstrzymujących) go na swojego przewodniczącego. W wyborach parlamentarnych w 2007 z ramienia PO po raz drugi uzyskał mandat senatorski, otrzymując 259 453 głosy, najwięcej w okręgu wrocławskim. W Senacie objął funkcję przewodniczącego Komisji Spraw Zagranicznych. W 2011 nie uzyskał reelekcji. 13 lipca 2012 Sejm wybrał go na sędziego Trybunału Konstytucyjnego. Jego dziewięcioletnia kadencja trwała od 23 lipca 2012 do 23 lipca 2021.
W październiku 2020 był jednym z dwóch sędziów Trybunału Konstytucyjnego, którzy zgłosili zdania odrębne do orzeczenia TK, w którym ten uznał za niezgodną z Konstytucją RP dopuszczalność wykonywania aborcji z powodu ciężkiego i nieodwracalnego upośledzenia płodu albo nieuleczalnej choroby zagrażającej jego życiu.

## Odznaczenia i wyróżnienia
W 1978 odznaczony Brązowym Krzyżem Zasługi, a w 1996 Krzyżem Kawalerskim Orderu Odrodzenia Polski (za wybitne osiągnięcia w działalności na rzecz rozwoju samorządu lokalnego oraz zasługi w pracy naukowo-dydaktycznej). W 1998 wyróżniony papieskim Orderem Świętego Sylwestra.
W 2002 został uhonorowany Medalem św. Jerzego przyznawanym przez redakcję „Tygodnika Powszechnego”. W 2004 z rąk Józefa Życińskiego otrzymał Medal Lumen Mundi. W 2004 „Gazeta Prawna” przyznała prezesowi IPN nagrodę Złoty Paragraf i tytuł Prawnika Roku 2003. W tym samym roku na Politechnice Gdańskiej odebrał tytuł doktora honoris causa tej uczelni. W 2005 otrzymał – razem z ostatnim prezydentem RP na uchodźstwie Ryszardem Kaczorowskim – tytuł „Człowieka Roku 2004” przyznany przez Stowarzyszenie Gmin i Powiatów Małopolski oraz Federację Regionalnych Związków Gmin i Powiatów RP. W 2008 nadano mu tytuł honorowego obywatela Dolnego Śląska.